# Third
För andra betydelser, se Third (olika betydelser).
Third är ett musikalbum av Soft Machine som utgavs 1970 av skivbolaget Columbia Records. Det var gruppens tredje studioalbum och utgavs ursprungligen som dubbel-LP, där varje skivsida bestod av en lång komposition. Albumet markerade en musikalisk förändring då Soft Machines musik från och med detta album kom att hämta mer inspiration från jazzmusik än på de två tidigare albumen där musiken drog mer åt progressiv rock och psykedelisk musik. "Moon in June" av Robert Wyatt var det sista musikstycket gruppen spelade in som innehöll sång, och som tydligast liknar den musik gruppen spelade på sina två föregående skivor. Det var gruppens första album med saxofonisten Elton Dean som medlem.
Basisten Hugh Hopper har sagt att albumet är gruppens bäst säljande.

## Låtlista
(kompositör inom parentes)
1. "Facelift" (Hugh Hopper) – 18:45
2. "Slightly All the Time" (Mike Ratledge) – 18:12
3. "Moon in June" (Robert Wyatt) – 19:08
4. "Out-Bloody-Rageous" (Ratledge) – 19:10